# Araraquara
Araraquara es un municipio brasileño del Estado de São Paulo. Es conocida como Morada del sol, tanto por sus puestas de Sol como por su clima caluroso. Está ubicada a una altitud de 664 m. La ciudad fue fundada en 1817.
Su población en 2012 de acuerdo al censo de 2010 era de 294 072 habitantes, por lo que en ese año era la 17.ª ciudad del estado paulista por número de habitantes.
Con una superficie territorial de 1003,625 km², es el 38° municipio más grande del estado y el 1402° del país. Situada a 21°47′40″ de latitud sur y 48º10'32" de longitud oeste, Araraquara está situada a 43 kilómetros del centro geográfico (Obelisco) del Estado de São Paulo y a 270 kilómetros de la capital.
El club de fútbol local es el Ferroviária, que celebra sus encuentros en el estadio Fonte Luminosa, con capacidad para 18.453 espectadores.

## Historia

### Primeros pueblos y colonización
Originalmente la región estuvo habitada por los indios Guaianá.
El fundador de Araraquara, Pedro Josue Neto, nació en 1760 en Nossa Senhora da Piedade de Inhomirim,
en el obispado de Río de Janeiro. En 1780, con veinte años, se trasladó a la parroquia de Piedade da Borda do Campo, hoy Barbacena, en Minas Gerais. En esa parroquia el 12 de agosto de 1784, se casó con 
Ignácia Maria, también de Río de Janeiro.
Tuvo dos hijos con ella: José Da Silva Neto y Joaquim Ferreira Neto, que murió en Araraquara.

### Historia de la ciudad
Hasta finales del siglo XVIII, la región de Araraquara era un vasto territorio conocido como “Campos de Aracoara”. Origen del nombre ARA – día / COARA – nuevo. Su existencia geográfica quedó registrada por varias expediciones que exploraron el centro de Brasil. El poblamiento se produjo a principios del siglo XIX, con el asentamiento de familias de zonas más antiguas de la provincia, quienes abrieron fincas para la cría de caballos, ovejas y ganado vacuno. A lo largo del siglo XX, Araraquara construyó sus industrias y su activo comercio, en paralelo con la creación de escuelas, clubes, universidades que le dieron talentosos artistas, intelectuales y deportistas, muchos de los cuales fueron reconocidos internacionalmente. En 1817, el barrio de São Bento d`Araraquara obtuvo el estatus de parroquia, con su economía basada en la ganadería y los cultivos de subsistencia de sus 336 habitantes, en 1832 fue elevado a la categoría de Villa, estableciéndose la primera legislatura de la Ayuntamiento. En esta época se plantó el primer café en la región, de la mano de José Joaquim de Sampaio, quien también plantó los primeros forrajes (pasto gordo morado) y los primeros naranjos (lisos y mandarinos), importados de Minas Gerais.
En 1884, con la llegada del ferrocarril y de inmigrantes, entre ellos italianos, portugueses, japoneses y españoles, se sustituyó el trabajo esclavo. La región pasó a formar parte del complejo comercial cafetalero, acelerando su desarrollo económico y social. La llegada de estos trabajadores europeos marcó definitivamente la vida sociocultural de Araraquara, un legado que persiste hoy, representado en la cocina, en la forma de hablar, en los apellidos familiares, en las celebraciones y en las actividades económicas. En cuanto a la economía de la ciudad de Araraquara, durante la primera mitad del siglo XIX se sembró caña de azúcar, maíz, tabaco y algodón. Los rebaños eran en su mayoría porcinos y vacunos. Hacia 1850, las plantaciones de café sustituyeron a la caña de azúcar y los cereales.
La llegada del Ferrocarril se produjo en 1885 debido al crecimiento de la ciudad, y en el siglo XX fue la primera ciudad del interior con buses eléctricos y con el título de “Ciudad más Limpia de las Tres Américas”. En 1889, Araraquara fue elevada a la categoría de ciudad y hoy es conocida a nivel nacional por sus calles limpias y arboladas, sus numerosas plazas, el alto nivel de calidad de vida de la población, resaltado por varios proyectos de desarrollo sostenible como el Centro de Clasificación de Residuos. Los cafetaleros, poseedores de un creciente poder económico y político, comenzaron a implementar mejoras urbanas como iluminación, tranvías eléctricos y servicios telefónicos. Tras la crisis del café de 1929, fue sustituida por la caña de azúcar, que sigue siendo hoy uno de los principales productos agrícolas de la ciudad. Así, la ciudad se vio obligada a buscar vías para su desarrollo, construyendo gran parte de su sector industrial utilizando productos agrícolas.
Las colonias de inmigrantes de Araraquara se sumaron al movimiento revolucionario no sólo enviando donaciones, sino también uniéndose a sus trincheras. La Revolución de 1932 acercó así a los inmigrantes y sus descendientes a la élite política y económica de la región, similar a lo que ocurrió en otras ciudades del interior de São Paulo. La ciudad de Araraquara cuenta hoy con una red de educación superior muy importante.
La Universidade Estadual Paulista Júlio de Mesquita Filho (Unesp) fue fundada en enero de 1976, reuniendo a los 22 Institutos Aislados del Estado de São Paulo, incluida la Facultad de Filosofía, Ciencias y Letras de Araraquara. Esta facultad existía en la ciudad desde 1959 e incluía cursos de Química, Pedagogía y Literatura. Inicialmente, la institución se instaló en el barrio Fonte; en 1961 fue trasladado a la Praça Santos Dumont y, en 1973, se trasladó al campus universitario, donde aún funciona en la actualidad. A partir de 1989, la Facultad de Filosofía, Ciencias y Letras pasó a denominarse Facultad de Ciencias y Letras (FCL). La Facultad de Farmacia y Odontología, creada en 1923, también pasó a formar parte de la Unesp. El Centro Universitario de Araraquara (Uniara), antigua Federación de Colegios Aislados de Araraquara (Fefiara), también jugó un papel destacado en el desarrollo de la ciudad. Este centro universitario se constituyó como una institución privada de educación superior a principios de los años 1970, pero ya había participado del desarrollo educativo local en los años 1940, cuando funcionó como curso preparatorio, y luego como escuela de 2.º grado, llamado colegio.

## Religión
El Cristianismo está presente en la ciudad de la siguiente manera:

### Iglesia católica
La iglesia católica del municipio forma parte de la diócesis de São Carlos.

### Iglesia Protestante
En la ciudad están presentes las más diversas creencias evangélicas, principalmente pentecostales, incluidas las Asambleas de Dios de Brasil (la iglesia evangélica más grande del país), Congregación Cristiana, entre otras. Estas denominaciones están creciendo cada vez más en todo Brasil.

## Celebridades
- Careca nació aquí.